# سیارک ۱۷۲۵

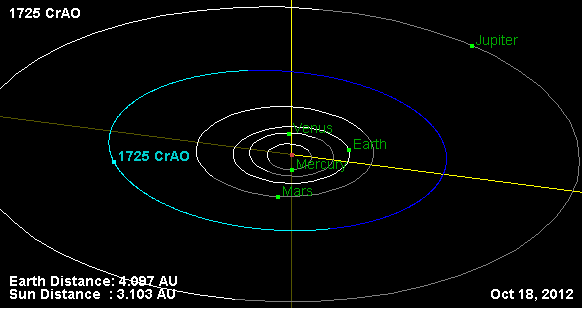
سیارک ۱۷۲۵

سیارک ۱۷۲۵ (به انگلیسی: 1725 CrAO، نامگذاری:1930SK) هزار و هفتصد و بیست و پنجمین سیارک کشف شده‌است که در ۲۰ سپتامبر ۱۹۳۰ و در رصدخانه سایمیز کشف شد.
قدر مطلق سیارک برابر ۱۰٫۹۰ است.